# Google Play Pass

Globale Verfügbarkeit des Google Play Pass

Google Play Pass ist ein Abonnementdienst von Google für Computerspiele auf Android, der am 23. September 2019 in den USA gestartet ist. Wie zuvor für andere Länder geplant, startete der Abonnementdienst ab Juli 2020 auch in Deutschland und anderen westlichen Staaten.

## Features
Das Abonnement ermöglicht dem Nutzer den Zugriff auf über 500 Spiele und andere Apps. Diese enthalten dabei weder Werbung noch In-App-Käufe. Zusätzlich kann das Abonnement mit bis zu sechs Familienmitgliedern geteilt werden.